# Sectorul de dreapta

Sectorul de dreapta (în ucraineană Правий сектор) este un partid politic naționalist ucrainean. În manifestarea ei timpurie ca o confederație paramilitară de grupuri radicale de dreapta, aceasta a oferit un suport logistic, conducând tactic protestele Euromaidan din Kiev.
Coaliția a fost organizată în noiembrie 2013, grupurile fondatoare au inclus organizațiile: Trizub, condusă de Dmitro Iaroș și Andrii Tarasenko; partidul politic Adunarea Națională Ucraineană - Autoapărarea Națională Ucraineană (UNA - UNSO); Patrioții Ucrainei  și Adunarea Național Socialistă. 
Sectorul de dreapta a devenit partid politic la data de 22 martie 2014, moment în care avea estimativ, 10.000 de membri.
Ideologia politică a Sectorului de dreapta a fost caracterizată de către unele publicații ca fiind naționalistă, ultranaționalistă, neo-fascistă, de dreapta, sau de extrema dreaptă. Sectorul de dreapta a fost al doilea cel mai menționat partid politic în media rusă în prima jumătate a anului 2014; televiziunea de stat a Rusiei descriindu-l ca fiind neo-nazist. Associated Press într-un raport al său din martie 2014 a anunțat că organizațiile internaționale de știri nu au găsit nici o dovadă de infracțiuni motivate de ură în acțiunile grupului.